# كبريتات الزنك
 كبريتات الزنك  مركب كيميائي له الصيغة ZnSO4، ويكون على شكل مسحوق بلوري أبيض.

## التحضير
- يحضر مركب كبريتات الزنك عن طريق حل فلز الزنك أو أكسيده في حمض الكبريت الممدد.

Zn + H2SO4 → ZnSO4 + H2
ZnO + H2SO4 → ZnSO4 + H2O
- يحضر من أثر فلز الزنك على كبريتات الفلزات الأضعف في السلسلة الكهركيميائية، على سبيل المثال نحصل على فلزي النحاس والحديد بشكلهما الحر من أثر الزنك على الكبريتات الموافقة.

Zn + CuSO4 → ZnSO4 + Cu
Zn + FeSO4 → ZnSO4 + Fe
- ينشأ كبريتات الزنك في الطبيعة من التجوية المؤكسدة لمعدن السفاليريت (كبريتيد الزنك ZnS).

ZnS + 2O2 → ZnSO4

## الخواص
- يوجد كبريتات الزنك بشكل خالي من الماء، كما يوجد مرتبطاً به على شكل أحادي وسباعي هيدرات.
- انحلالية مركب كبريتات الزنك جيدة في الماء، إلا أنه غير منحل في الإيثانول.
- المحاليل المائية منه لها صفة حمضية. الأس الهيدروجيني لها يبلغ حوالي 4.5.
- يتفكك مركب كبريتات الزنك بالتسخين فوق 500°س إلى أكسيد الزنك وثنائي أكسيد الكبريت بالإضافة إلى الأكسجين حسب المعادلة:

ZnSO4 –Δ→ ZnO + SO2 + 1/2 O2

## الاستخدامات
- مركب كبريتات الزنك مركب مهم من مركبات الزنك ويستخدم بكثرة من أجل تحضير مركبات الزنك الأخرى.
- له استخدامات طبية كقابض للأوعية الدموية.
- يستخدم على شكل كهرل في خلية دانييل.

## هوامش
للمركب أسماء تاريخية منها القَلْقَدِيس أو الزَاج الأبيض